# WrestleMania
WrestleMania (zkráceně WM) je wrestlingová akce pořádaná společností WWE. Jedná se o největší wrestlingovou akci roku. První WrestleMania (WrestleMania 1) byla pořádána 31. května 1985 v Madison Square Garden. Pořádáno bylo již 40 ročníků.
Široký úspěch WrestleManie pomohl transformovat profesionální wrestling tak jak ho známe. Každoroční událost usnadnila vzestup ke hvězdám několika špičkových wrestlerů WWE. Celebrity jako Aretha Franklin, Cyndi Lauper, Muhammad Ali, Mr. T, Mike Tyson, Donald Trump, Floyd Mayweather Jr., Snoop Dogg, Rob Gronkowski, Shaquille O'Neal, Bad Bunny, IShowSpeed a mnoho dalších se objevili na několika různých WrestleManií a někteří se dokonce účastnili zápasů. Sama Rousey se později stala profesionální zápasnicí na plný úvazek a byla jednou ze tří žen, které soutěžily v prvním ženském zápase, který byl hlavní hvězdou této události na WrestleMania 35 v roce 2019.
První WrestleMania se konala v Madison Square Garden v New Yorku; tam se také konal 10. a 20. ročník. WrestleMania III na detroitském předměstí Pontiac ve státě Michigan byla nejnavštěvovanější halovou sportovní akcí na světě s 93 173 fanoušky. Rekord vydržel až do 14. února 2010, kdy zápas hvězd NBA v roce 2010 překonal rekord halové sportovní události s návštěvností 108 713 na Cowboys Stadium, od té doby přejmenovaném na AT&T Stadium v Arlingtonu v Texasu. V roce 2016 WrestleMania 32 překonala WrestleMania III jako nejnavštěvovanější událost profesionálního wrestlingu, která se kdy v Americe konala, se 101 763 fanoušky na stadionu AT&T, ačkoli společnost odhalila, že údaje o návštěvnosti jsou manipulovány pro marketingové účely prostřednictvím telefonátů investorů. Všechny ročníky akce se konaly v severoamerických městech, 38 ve Spojených státech a dvě v Kanadě.
Jediná WrestleMania v historii akce, která se nevysílala živě a konala se bez fanoušků a to v roce 2020 byla WrestleMania 36 kvůli pandemii Covid-19, byla to první velká profesionální wrestlingová událost, kterou pandemie zasáhla. Byla také první, která se konala ve dvou nocích, přičemž každá WrestleMania se od té doby stala dvounoční akcí. WrestleMania 37 v roce 2021 byla první akcí WWE s živým davem, ale se sníženou kapacitou místa, než společnost v červenci téhož roku obnovila živé turné s plnou kapacitou davů.